# Michele De Rosa
Michele De Rosa (Acerno, 17 novembre 1940) è un vescovo cattolico e teologo italiano, dal 24 giugno 2016 vescovo emerito di Cerreto Sannita-Telese-Sant'Agata de' Goti.

## Biografia
È nato ad Acerno, allora sede vescovile in provincia di Salerno, il 17 novembre 1940.

### Formazione e ministero sacerdotale
Ha frequentato la scuola media e il ginnasio presso il seminario arcivescovile di Salerno.
È stato ordinato presbitero il 29 giugno 1964 dall'arcivescovo Demetrio Moscato, cinque giorni dopo aver ottenuto la licenza in teologia presso la Pontificia Facoltà teologica "San Luigi" di Napoli.
Ha proseguito gli studi, conseguendo la laurea in teologia nel 1966 presso la Pontificia Università Gregoriana con la tesi "La teologia contemporanea e le opere buone puramente naturali".
Dopo la laurea è stato nominato vice-rettore del seminario regionale di Salerno, di cui diviene docente di lettere e di teologia dogmatica nel 1967.
Nel 1970 ha conseguito la laurea in lettere all'Università Federico II di Napoli.
Nel 1973 è divenuto assistente di teologia sacramentaria e poi incaricato di teologia protestante per la Pontificia facoltà teologica dell'Italia meridionale. Nel 1979 è divenuto docente di ecclesiologia ed ecumenismo all'Istituto Superiore di Scienze Religiose "S. Matteo" di Salerno. Nel 1983 è stato nominato direttore dello stesso istituto. Nel 1997 ha ricevuto l'incarico di teologia dogmatica alla Pontificia facoltà teologica dell'Italia meridionale.

### Ministero episcopale
Il 23 maggio 1998 papa Giovanni Paolo II lo ha nominato vescovo di Cerreto Sannita-Telese-Sant'Agata de' Goti; è succeduto a Mario Paciello, precedentemente nominato vescovo di Altamura-Gravina-Acquaviva delle Fonti. Il 12 luglio successivo ha ricevuto l'ordinazione episcopale dal cardinale Michele Giordano, co-consacranti gli arcivescovi Gerardo Pierro e Serafino Sprovieri.
Ha indetto una visita pastorale nella diocesi, portata a termine tra il 2003 e il 2007. Una delle sue preoccupazioni pastorali è stata quella di dotare le parrocchie di luoghi di riunione e aggregazione e di canoniche per i parroci.
Nel 2008 ha indetto e aperto un sinodo dei giovani della diocesi di Cerreto Sannita-Telese-Sant'Agata de' Goti per gli anni 2008-2010.
È stato membro della Commissione per l'ecumenismo e il dialogo della Conferenza episcopale italiana.
Il 24 giugno 2016 papa Francesco ha accolto la sua rinuncia al governo pastorale della diocesi per raggiunti limiti di età; gli è succeduto Domenico Battaglia, del clero di Catanzaro-Squillace. È rimasto amministratore apostolico della diocesi fino all'ingresso del successore, avvenuto il 2 ottobre seguente.

## Controversie
Il 3 aprile 2010 sul tema pedofilia e Chiesa cattolica ha dichiarato in un'intervista: "Bisogna chiaramente perseguire questi casi [di pedofilia], ma bisogna avere rispetto del peccatore. Non denuncerei alla polizia un prete accusato. Soprattutto se si è pentito sinceramente, lo toglierei di là e lo metterei in un posto dove non può più far male, dove avrebbe meno tentazioni […]".
Nella stessa intervista ha affermato, in merito agli ebrei, "Capisco che abbiano sofferto con l'Olocausto, ma non possono farne una bandiera" scatenando la reazione dell'Unione delle Comunità Ebraiche Italiane che tramite il suo rappresentante Gadi Polacco ha così risposto: "Il vescovo De Rosa è membro della commissione CEI per l'ecumenismo e il dialogo e, a parte lo stress che pare aver accumulato, mi conferma ancora una volta la saggezza di un detto americano che spesso mi viene ricordato: con amici così, chi ha bisogno di nemici?!".
In merito alle dichiarazioni di mons. Michele De Rosa sui preti pedofili il gruppo consiliare di minoranza di Cerreto Sannita ha presentato un'interrogazione al sindaco del comune chiedendogli "se l'amministrazione comunale di Cerreto Sannita intenda dissociarsi dalle dichiarazioni del vescovo e invitarlo a rimuovere quelle dichiarazioni espresse pubblicamente sul sito della diocesi il 10 aprile 2010 che, per come si leggono, sono esplicitamente volte a sottrarre all'amministrazione della giustizia, nel caso ne venisse a conoscenza, i presunti responsabili di gravi delitti nei confronti dei bambini".
Nel 2010 ha proibito al vescovo di Alife-Caiazzo, mons. Valentino Di Cerbo, di celebrare la santa messa in una chiesa di Frasso Telesino, paese natale del vescovo Di Cerbo. I fedeli del comune hanno più volte scritto al vescovo Michele De Rosa chiedendo chiarimenti in merito alla vicenda ma non hanno mai ottenuto risposta.
A due mesi di distanza dalla fine del suo mandato episcopale la comunità di Ponte si è cimentata in una "clamorosa protesta" mediante dei manifesti affissi nel territorio comunale dove si esprimeva forte dissenso per la nomina del nuovo parroco della chiesa di Sant'Anastasia.

## Opere
È collaboratore de L'Osservatore Romano e direttore della collana di studi religiosi dell'Elea Press.
Oltre ad articoli per riviste teologiche, ha pubblicato i seguenti testi:
- (a cura di) Charitas in veritate. Studi in onore di S.E. Mons. Guerino Grimaldi, Istituto Superiore di Scienze Religiose, Salerno, 1987
- Teologia protestante, Elea Press, Salerno, 1990, ISBN 8885269001
- In Cammino verso Dio
- Momenti di Vita cristiana
- Le principali verità del catechismo della Chiesa cattolica, Elea Press, Salerno, 1996 ISBN 8885269524
- (a cura di) Dives in misericordia. Studi in onore di Mons. Gerardo Pierro, Elea Press, Salerno, 1997, ISBN 8885269680

## Genealogia episcopale
La genealogia episcopale è:
- Cardinale Scipione Rebiba
- Cardinale Giulio Antonio Santori
- Cardinale Girolamo Bernerio, O.P.
- Arcivescovo Galeazzo Sanvitale
- Cardinale Ludovico Ludovisi
- Cardinale Luigi Caetani
- Cardinale Ulderico Carpegna
- Cardinale Paluzzo Paluzzi Altieri degli Albertoni
- Papa Benedetto XIII
- Papa Benedetto XIV
- Cardinale Enrico Enriquez
- Arcivescovo Manuel Quintano Bonifaz
- Cardinale Buenaventura Córdoba Espinosa de la Cerda
- Cardinale Giuseppe Maria Doria Pamphilj
- Papa Pio VIII
- Papa Pio IX
- Cardinale Alessandro Franchi
- Cardinale Giovanni Simeoni
- Cardinale Vincenzo Vannutelli
- Cardinale Giovanni Battista Nasalli Rocca di Corneliano
- Cardinale Marcello Mimmi
- Arcivescovo Giacomo Palombella
- Cardinale Michele Giordano
- Vescovo Michele De Rosa